# Tove stenmästare

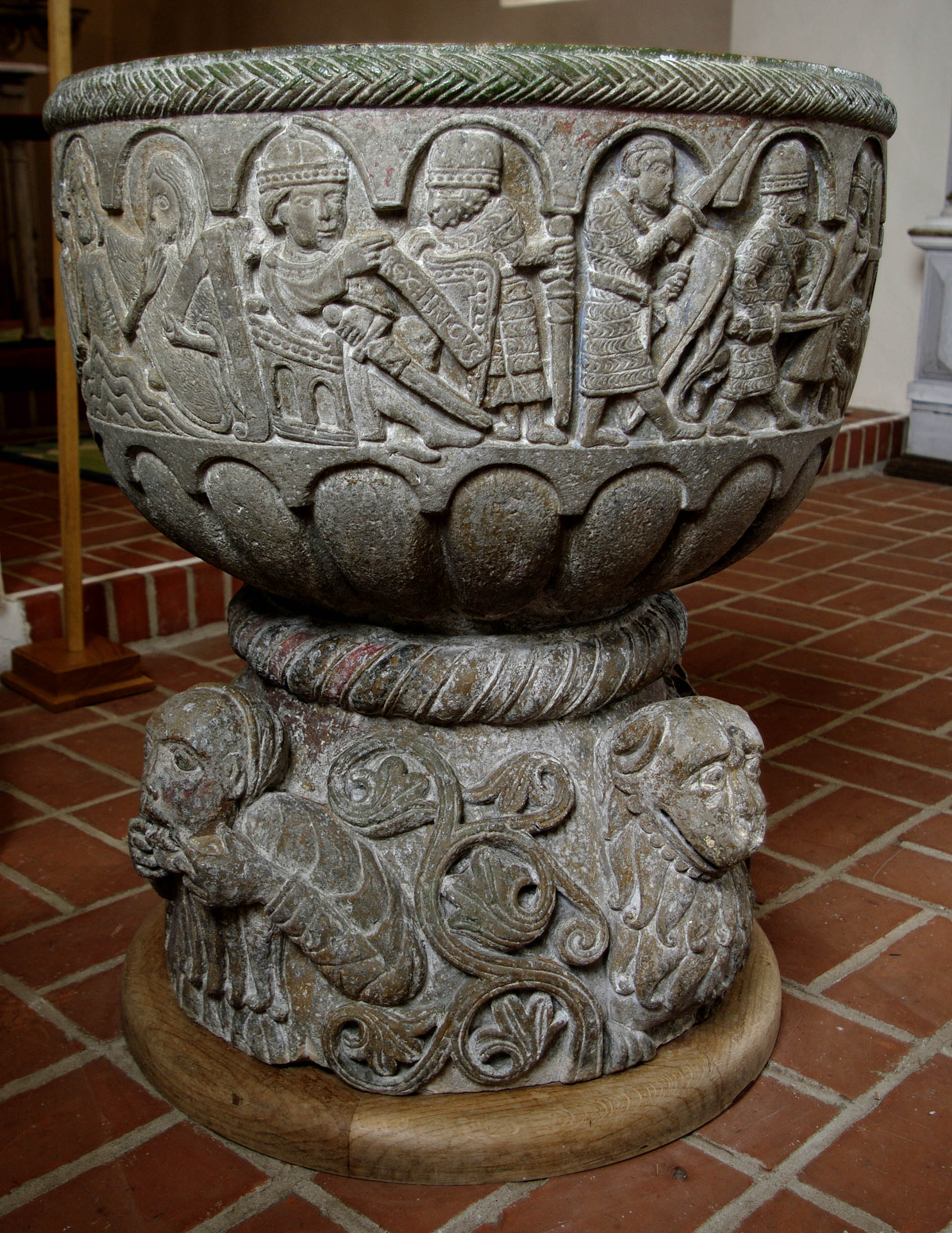
Dopfunten i Lyngsjö kyrka.

Tove stenmästare var verksam omkring år 1200 i Skåne, där han bl. a. utfört dopfuntar och portalskulpturer i en livfull figurstil. Särskilt berömd är funten i Lyngsjö kyrka där han i reliefscener skildrat mordet på ärkebiskopen av Canterbury, Thomas Becket, vilket inträffade 1170 och gav genljud i hela den kristna världen.
Med orden Tove gierhi (Tove gjorde mig) signerade han dopfunten i Gumlösa kyrka, vilken invigdes 1191. På den med fyra odjurshuvuden försedda foten vilar den cylindriska cuppan, på vilken, inom arkader, scener ur Jesu barndomshistoria är framställda. De i en platt relief huggna gestalterna äger, trots den schematiska ansiktsskildringen en stark uttrycksfullhet och dekorativ verkan i figurskildringen som helhet.
Ett Tove stenhuggare närstående arbete är det eleganta tympanonfältet från Källs-Nöbbelövs kyrka, som numera finns i Lunds universitets historiska museum.